# مالایا پووالیخا
مالایا پووالیخا (به لاتین: Malaya Povalikha) یک منطقهٔ مسکونی در روسیه است که در سرزمین آلتای واقع شده‌است.